# محوطه مازچو کله
محوطه مازچو کله مربوط به هزاره ۴ قبل از میلاد است و در شهرستان پل‌دختر، بخش مرکزی، دهستان میان کوه غربی، ۵۰۰ متری جنوب غرب روستای سادات سید علی واقع شده و این اثر در تاریخ ۲۲ آبان ۱۳۸۶ با شمارهٔ ثبت ۲۰۱۱۹ به‌عنوان یکی از آثار ملی ایران به ثبت رسیده است.